# Sezon 2013/2014 w klubowej europejskiej piłce siatkowej mężczyzn
Sezon 2013/2014 w klubowej europejskiej piłce siatkowej mężczyzn obejmuje rozgrywki o mistrzostwo, puchar i superpuchar państw, których federacje zrzeszone są w Europejskiej Konfederacji Piłki Siatkowej (CEV) oraz puchary europejskie. W Andorze, Azerbejdżanie, Gibraltarze, Liechtensteinie, Monako, San Marino oraz Walii nie odbyły się żadne oficjalne seniorskie rozgrywki klubowe.

## Rozgrywki klubowe
obroniony tytuł z poprzedniego sezonu

### Międzynarodowe
| Rozgrywki        | Zwycięzca            | Zwycięzca |
| ---------------- | -------------------- | --------- |
| Liga Mistrzów    | Biełogorje Biełgorod | (więcej)  |
| Puchar CEV       | Paris Volley         | (więcej)  |
| Puchar Challenge | Fenerbahçe Grundig   | (więcej)  |

### Regionalne
| Rozgrywki     | Mistrzostwo        | Mistrzostwo |
| ------------- | ------------------ | ----------- |
| BVA           | Fenerbahçe Grundig | (więcej)    |
| MEVZA         | ACH Volley Lublana | (więcej)    |
| NEVZA         | Falkenbergs VBK    | (więcej)    |
| Liga bałtycka | Selver Tallinn     | (więcej)    |

### Krajowe
| Państwo              | Rozgrywki ligowe                  | Rozgrywki ligowe | Zdobywca pucharu           | Zdobywca pucharu | Zdobywca superpucharu   |
| -------------------- | --------------------------------- | ---------------- | -------------------------- | ---------------- | ----------------------- |
| Albania              | Studenti Tirana                   |                  | Studenti Tirana            |                  |                         |
| Anglia               | Sheffield Hallam                  |                  | Team Northumbria           |                  |                         |
| Armenia              | FIMA Erywań                       |                  |                            |                  |                         |
| Austria              | Hypo Tirol Volleyballteam         |                  | Hypo Tirol Volleyballteam  |                  |                         |
| Azerbejdżan          | Neftçi                            |                  |                            |                  |                         |
| Belgia               | Knack Roeselare                   |                  | Precura Antwerpen          |                  | Knack Roeselare         |
| Białoruś             | Stroitiel Mińsk                   |                  | Stroitiel Mińsk            |                  |                         |
| Bośnia i Hercegowina | OK Mladost Brčko                  |                  | OK Mladost Brčko           |                  |                         |
| Bułgaria             | Marek Junion-Iwkoni Dupnica       |                  | Lewski Bool Sofia          |                  |                         |
| Chorwacja            | OK Mladost Marina Kaštela         |                  | HAOK Mladost Zagrzeb       |                  |                         |
| Cypr                 | Anorthosis Famagusta              |                  | Anorthosis Famagusta       |                  | Nea Salamina Famagusta  |
| Czarnogóra           | Budvanska Rivijera Budva          |                  | Budvanska Rivijera Budva   |                  |                         |
| Czechy               | VK Jihostroj České Budějovice     |                  | VK Dukla Liberec           |                  |                         |
| Dania                | Marienlyst Odense                 |                  | Marienlyst Odense          |                  |                         |
| Estonia              | Bigbank Tartu Pere Leib           |                  | TTÜ                        |                  |                         |
| Finlandia            | Vammalan Lentopallo               |                  | Kokkolan Tiikerit          |                  |                         |
| Francja              | Tours VB                          |                  | Tours VB                   |                  | Paris Volley            |
| Grecja               | Olympiakos SFP                    |                  | Olympiakos SFP             |                  |                         |
| Grenlandia           | GSS Nuuk                          |                  |                            |                  |                         |
| Gruzja               | ?                                 |                  |                            |                  |                         |
| Hiszpania            | CAI Voleibol Teruel               |                  | Unicaja Almería            |                  | CAI Voleibol Teruel     |
| Holandia             | Landstede Volleybal/VCZ           |                  | Landstede Volleybal/VCZ    |                  | Landstede Volleybal/VCZ |
| Irlandia             | UCD                               |                  | Ballymun Patriots          | (więcej)         |                         |
| Irlandia Północna    | Richhill Raiders                  |                  | Queen's University Belfast |                  |                         |
| Islandia             | HK                                |                  | HK                         |                  |                         |
| Izrael               | Hapoel Matte Aszer                |                  | Hapoel Matte Aszer         |                  |                         |
| Litwa                | Elga-Master Idea SM Dubysa        |                  | Elga-Master Idea SM Dubysa |                  |                         |
| Luksemburg           | VC Strassen                       |                  | VC Strassen                |                  |                         |
| Łotwa                | RTU Robežsardze                   |                  | VK Biolars Jełgawa         |                  |                         |
| Macedonia            | OK Strumica                       |                  | OK Strumica                |                  |                         |
| Malta                | FDL Office Group                  |                  | FDL Office Group           |                  | Valletta San Antonio    |
| Mołdawia             | Dinamo Tyraspol                   |                  | Dinamo MAI Kiszyniów       |                  |                         |
| Niemcy               | Berlin Recycling Volleys          |                  | VfB Friedrichshafen        |                  |                         |
| Norwegia             | Nyborg VBK                        |                  | BK Tromsø                  |                  |                         |
| Polska               | PGE Skra Bełchatów                | (więcej)         | ZAKSA Kędzierzyn-Koźle     | (więcej)         | Asseco Resovia Rzeszów  |
| Portugalia           | SL Benfica                        |                  | Castêlo da Maia GC         |                  | SL Benfica              |
| Rosja                | Zenit Kazań                       |                  | Biełogorje Biełgorod       |                  | Biełogorje Biełgorod    |
| Rumunia              | Tomis Konstanca                   |                  | Tomis Konstanca            |                  |                         |
| Serbia               | Crvena zvezda Belgrad             |                  | Crvena zvezda Belgrad      |                  | Crvena zvezda Belgrad   |
| Słowacja             | ŠK Chemes Humenné                 |                  | ŠK Chemes Humenné          |                  |                         |
| Słowenia             | ACH Volley Lublana                |                  | Salonit Anhovo Kanal       |                  |                         |
| Szkocja              | Edinburgh Jets                    |                  | Edinburgh Jets             |                  |                         |
| Szwajcaria           | Energy Investments Lugano         |                  | Biogas Volley Näfels       |                  |                         |
| Szwecja              | Falkenbergs VBK                   |                  | Linköpings VC              |                  |                         |
| Turcja               | Halkbank                          |                  | Halkbank                   |                  | Halkbank                |
| Ukraina              | Łokomotyw Charków                 |                  | Łokomotyw Charków          |                  |                         |
| Węgry                | Gorter-Kecskeméti RC              |                  | Gorter-Kecskeméti RC       |                  |                         |
| Włochy               | Cucine Lube Banca Marche Macerata |                  | Copra Elior Piacenza       |                  | Diatec Trentino         |
| Wyspy Owcze          | ÍF                                |                  | ÍF                         |                  |                         |